# Жанейру-де-Сима
Жанейру-де-Сима (порт. Janeiro de Cima)  —  район (фрегезия) в Португалии,  входит в округ Каштелу-Бранку. Является составной частью муниципалитета  Фундан. По старому административному делению входил в провинцию Бейра-Байша. Входит в экономико-статистический  субрегион Кова-да-Бейра, который входит в Центральный регион. Население составляет 352 человека на 2001 год. Занимает площадь 11,92 км².